# Сторожевые корабли проекта 1135
Сторожевые корабли проекта 1135 (1135М,11352,11353) «Буревестник» — по кодификации НАТО — Krivak I, II, III — серия советских сторожевых кораблей (СКР) 2-го ранга ближней и дальней морской зоны Военно-морского флота Российской Федерации и Военно-морских сил Украины.
С 1970 года до распада СССР состояли на вооружении ВМФ СССР.
Головной корабль этого проекта назывался «Бдительный». До 1977 года классифицировались как большие противолодочные корабли (БПК).

## История проектирования

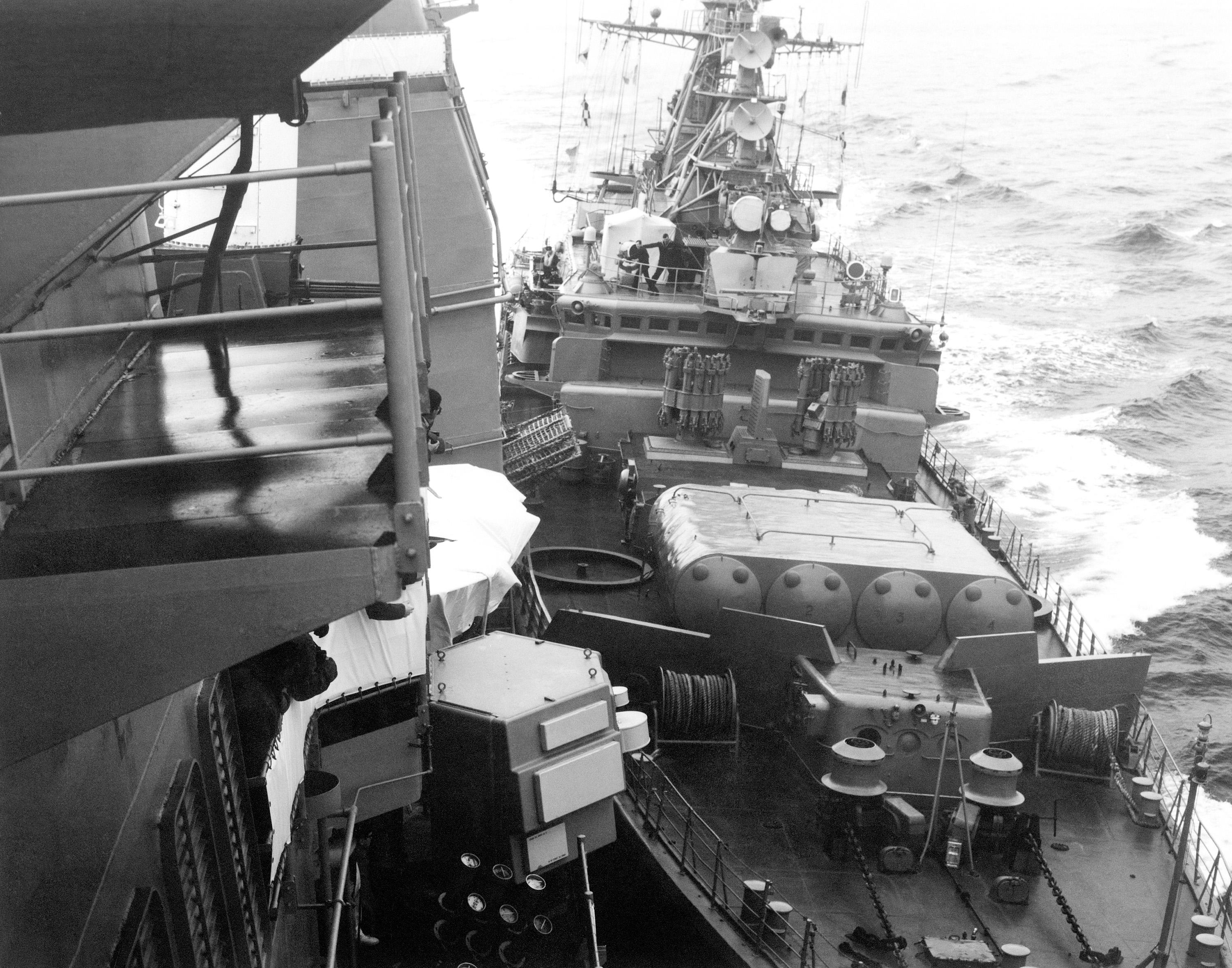
Навал «Беззаветного» на крейсер США «Йорктаун»

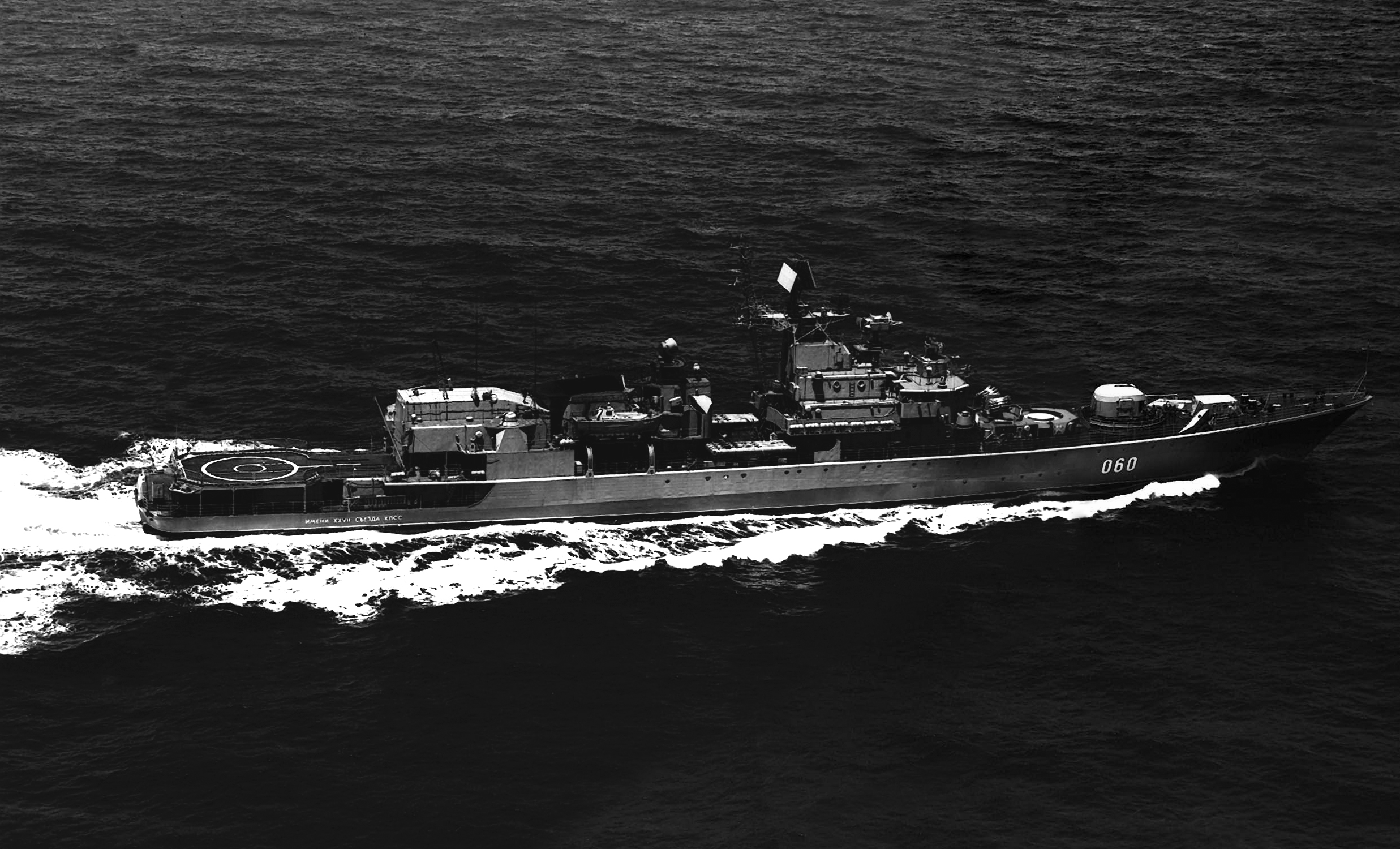
ПСКР «Имени XXVII съезда КПСС» («Орёл»), морские части погранвойск, 1 марта 1987 года

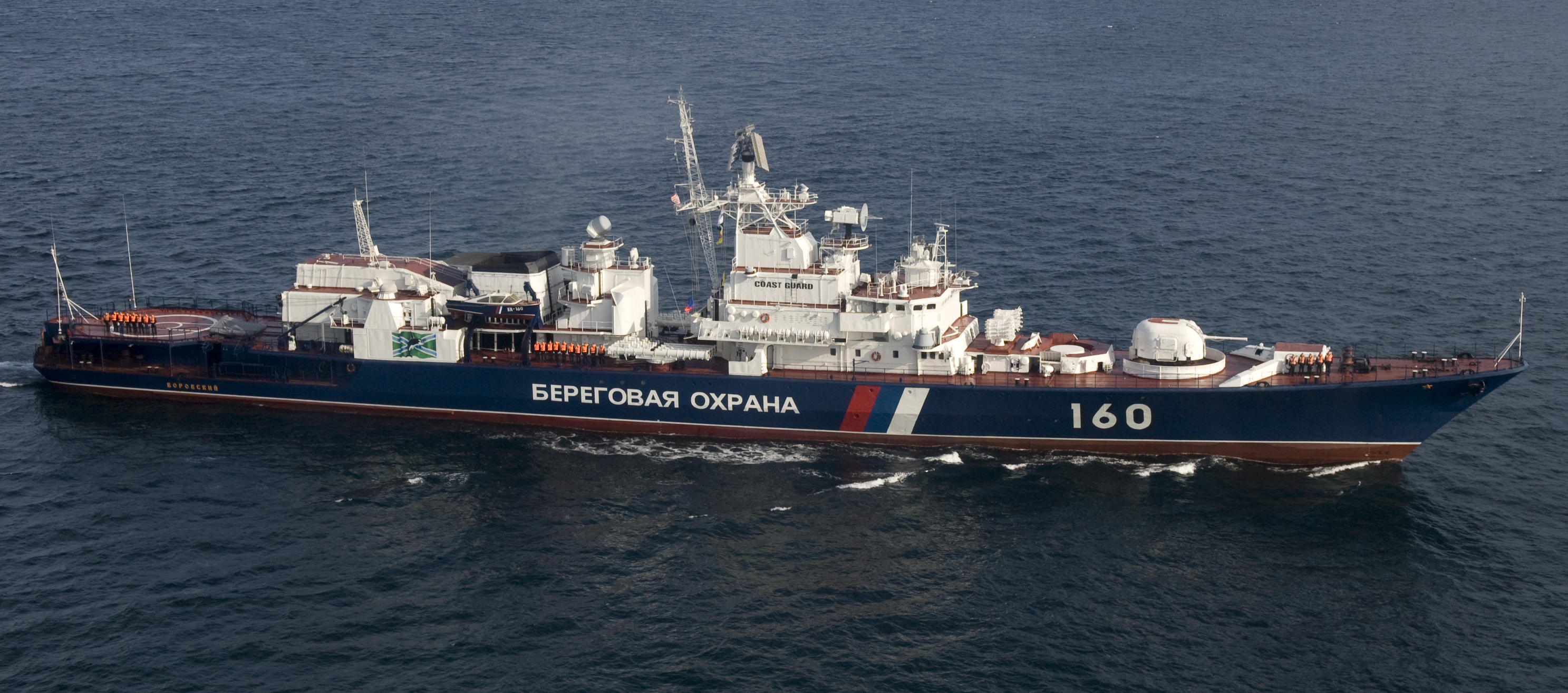
ПСКР «Воровский» БОХР ФСБ России в Порт-Анджелесе (2009 год).

Проект 1135 был разработан в 1964—1966 годах в Северном проектно-конструкторском бюро. В соответствии с техзаданием, руководство ВМФ ВС СССР планировало получить большой противолодочный корабль II ранга — океанский корабль на базе проектов 1134-А и 1134-Б, но с существенно уменьшенным водоизмещением. Новый проект должен был решать широкий круг задач по противолодочной и противовоздушной обороне соединений кораблей, быть способным проводить конвои через районы локальных боевых действий.
Уменьшение водоизмещения привело к отказу от вертолёта, гидроакустическое оснащение было идентичным проекту 1134-Б, но недостаточным для стрельбы ракетами главного калибра на полную дальность, поэтому предполагалось действие кораблей поисково-ударными парами.
Первоначально основным вооружением корабля был ракето-торпедный комплекс «Метель», предназначенный для уничтожения подводных лодок. При модернизациях он заменялся на «Раструб-Б», способный поражать также и надводные цели.

## История строительства
Строительство кораблей серии велось на трёх судостроительных заводах (ССЗ имени А. А. Жданова (Ленинград); ССЗ «Янтарь» (Калининград); ССЗ «Залив» (Керчь) в трёх основных модификациях — проекты 1135 (21 ед., 1968—1981), 1135М (11 ед., 1973—1981) и 11351 (в варианте пограничного сторожевого корабля, 7 ед., 1981—1990), отличающихся водоизмещением и вооружением.
Всего было построено 32 корабля: по проекту 1135 до 1981 года был построен 21 корабль и ещё один планировался, но не был заложен; с 1975 года параллельно с базовым проектом строились корабли модернизированного проекта 1135М, было построено 11 корпусов. Кроме этого, проект 1135 стал основой для проектирования пограничного сторожевого корабля проекта 11351 шифр «Нерей».
В 1999—2013 годах по проекту 11356 были построены и сданы шесть фрегатов проекта 11356 типа «Тальвар» для ВМС Индии, с 2010 года реализуется программа по строительству шести фрегатов обновлённого проекта 11356Р для ВМФ России. Основными отличиями фрегатов проекта 11356Р от экспортного аналога является вооружение, выполненное в отечественном исполнении, и обновлённые элементы технологии малозаметности.

## История службы
Корабли проекта 1135 оставили свой след в истории:
- На СКР «Сторожевой» в 1975 году состоялся бунт, призывающий к новой коммунистической революции.
- СКР «Беззаветный» в 1988 году производил навал на американский крейсер «Йорктаун», вытесняя его из территориальных вод СССР.

На 2012 год в составе ВМФ России оставались несколько кораблей проектов 1135 и 1135М. Дальнейшей эволюцией сторожевых кораблей проекта 1135 стал проект фрегатов проекта 11356 типа «Тальвар», построенных для ВМС Индии на ОАО «Балтийский завод» и ОАО «ПСЗ „Янтарь“».
На 2013 год идёт реализация программы по строительству трёх кораблей проекта 1135.7 (усовершенствованная версия экспортного 11356 для Индийских ВМС) для Черноморского флота ВС России, есть планы по строительству дополнительных двух единиц для Балтийского флота ВС России. Фрегаты проекта 11357 должны быть унифицированы с фрегатов проекта 22350 по оборудованию и основным комплексам вооружения, что сведёт различия между ними к минимуму.

## Модификации
В 1983—1984 годах сторожевой корабль «Жаркий» был модернизирован по проекту 11353 на заводе им. А. А. Жданова с размещением нового ГАК «Звезда-МГ» для отработки. При этом его стандартное водоизмещение увеличилось более чем на 350 тонн.
В 1983 году был разработан проект 11352 с размещением на кораблях ПКРК «Уран». Однако реализация его из-за срывов сроков создания нового поколения тактических ПКР затянулась до начала 1990-х годов. До развала СССР и обвального сокращения ВМФ удалось провести модернизацию только двух кораблей: «Ленинградский комсомолец» и «Пылкий». На них вместо снятых РБУ-6000 были установлены по две счетверённые ПУ ПКР «Уран», вместо РЛС «Ангара» установлена «Фрегат-МА», вместо ГАС «Титан-2» — ГАК «Звезда-МГ». Правда прошедшие модернизацию корабли плавали без ПКР из-за их неготовности (на западе они именовались: англ. Modified Krivak-I class).
- 1135 (Krivak-I class) — базовый проект «Буревестник»
- 1135М (Krivak-II class) — модернизация проекта 1135 с водоизмещением 3000 тонн. Вместо АК-726 установлены 100 мм АК-100 с РЛС управления «Лев», заменена ГАС на «Титан-2Т»
- 11351 (Krivak-III class) — пограничный сторожевой корабль проект «Нерей». Вместо комплекса ПЛУР размещена одна 100 мм АУ АК-100, вместо всего кормового комплекса вооружения была размещена ВПП с ангаром для вертолёта и 30-мм автоматы АК-630 с РЛС управления «Вымпел». Также была размещена новая подкильная ГАС «Платина-С» и буксируемая ГАС «Бронза».
- 11352 (Modified Krivak-I class) — модернизация проекта 1135. Заменены РБУ-6000 на ПКРК «Уран», РЛС «Ангара» на «Фрегат-МА», ГАС «Титан-2» на ГАС «Титан-2Т».
- 11353 (Modified Krivak-I class) — модернизация проекта 11352 с водоизмещением 3150 т. Заменены ГАК на «Звезда-МГ».
- 11356 — экспортный проект фрегата для ВМС Индии типа «Тальвар» на базе 1135.
- 11356Р[5][6] — проект фрегата для ВМФ России на базе экспортного проекта фрегата для ВМС Индии проекта 11356 типа «Тальвар».

### Представители проектов 1135, 11352, 11353 «Буревестник»
Построен 21 корабль
| №  | Наименование               | Изготовитель                | Зав. № | Заложен    | Спущен     | В строю    | Флот | Списан     | Прим.                           |
| -- | -------------------------- | --------------------------- | ------ | ---------- | ---------- | ---------- | ---- | ---------- | ------------------------------- |
| 1  | «Бдительный»               | ССЗ «Янтарь» (Калининград)  | 151    | 21.07.1968 | 28.03.1970 | 31.12.1970 | БФ   | 31.07.1996 |                                 |
| 2  | «Бодрый»                   | ССЗ «Янтарь»                | 152    | 15.01.1969 | 28.04.1971 | 31.12.1971 | БФ   | 17.07.1997 |                                 |
| 3  | «Достойный»                | ССЗ «Залив» (Керчь)         | 11     | 11.08.1969 | 08.05.1971 | 31.12.1971 | СФ   | 30.06.1993 |                                 |
| 4  | «Свирепый»                 | ССЗ «Янтарь»                | 153    | 15.06.1970 | 27.01.1971 | 29.12.1972 | БФ   | 30.06.1993 |                                 |
| 5  | «Сильный»                  | ССЗ «Янтарь»                | 154    | 15.03.1971 | 29.08.1972 | 30.06.1973 | БФ   | 30.06.1994 |                                 |
| 6  | «Доблестный»               | ССЗ «Залив»                 | 12     | 30.11.1970 | 22.02.1973 | 28.12.1973 | СФ   | 03.06.1993 |                                 |
| 7  | «Сторожевой»               | ССЗ «Янтарь»                | 155    | 20.06.1972 | 21.03.1973 | 30.12.1973 | БФ   | 10.04.2002 |                                 |
| 8  | «Разумный»                 | ССЗ «Янтарь»                | 156    | 26.06.1972 | 20.07.1973 | 30.09.1974 | ТОФ  | 16.03.1998 |                                 |
| 9  | «Разящий»                  | ССЗ «Янтарь»                | 157    | 28.09.1972 | 22.07.1974 | 30.12.1974 | ТОФ  | 29.10.1992 |                                 |
| 10 | «Дружный»                  | ССЗ «Янтарь»                | 158    | 12.10.1973 | 22.01.1975 | 30.09.1975 | БФ   | 10.10.2002 |                                 |
| 11 | «Деятельный»               | ССЗ «Залив»                 | 13     | 21.06.1972 | 05.04.1975 | 25.12.1975 | ЧФ   | 10.07.1995 |                                 |
| 12 | «Жаркий»                   | ССЗ им. Жданова (Ленинград) | 711    | 16.04.1974 | 03.11.1975 | 29.06.1976 | СФ   | 10.10.2002 | Пр. 11353 с 1984 года           |
| 13 | «Ретивый»                  | ССЗ им. Жданова             | 712    | 12.06.1974 | 14.08.1976 | 28.12.1976 | ТОФ  | 04.08.1995 |                                 |
| 14 | «Ленинградский комсомолец» | ССЗ им. Жданова             | 713    | 22.04.1975 | 01.04.1977 | 29.09.1977 | СФ   | 24.06.2003 | Пр. 11352 «Лёгкий» с 15.02.1992 |
| 15 | «Беззаветный»              | ССЗ «Залив»                 | 14     | 28.05.1976 | 07.05.1977 | 30.12.1977 | ЧФ   | 29.11.2000 | «Дніпропетровськ» в ВМС Украины |
| 16 | «Летучий»                  | ССЗ им. Жданова             | 714    | 09.03.1977 | 19.03.1978 | 10.08.1978 | ТОФ  | 22.06.2005 | Пр. 11352 с 1991 года.          |
| 17 | «Пылкий»                   | ССЗ им. Жданова             | 715    | 06.05.1977 | 20.08.1978 | 28.12.1978 | БФ   | 12.10.2012 | Пр. 11352 с 1993 года.          |
| 18 | «Задорный»                 | ССЗ им. Жданова             | 716    | 10.11.1977 | 23.03.1979 | 31.08.1979 | СФ   | 03.12.2005 |                                 |
| 19 | «Безукоризненный»          | ССЗ «Залив»                 | 15     | 12.07.1978 | 03.06.1979 | 29.12.1979 | ЧФ   | 29.11.2000 | «Миколаїв» в ВМС Украины        |
| 20 | «Ладный»                   | ССЗ «Залив»                 | 16     | 25.05.1979 | 07.05.1980 | 29.12.1980 | ЧФ   |            | В строю                         |
| 21 | «Порывистый»               | ССЗ «Залив»                 | 17     | 21.05.1980 | 16.05.1981 | 29.12.1981 | ТОФ  | 05.07.1994 | Выгорел в бухте Золотой Рог     |

### Представители проекта 1135М «Буревестник»
Построено 11 кораблей
| №  | Наименование  | Изготовитель               | Зав. № | Заложен    | Спущен     | В строю    | Флот | Списан     | Прим.                           |
| -- | ------------- | -------------------------- | ------ | ---------- | ---------- | ---------- | ---- | ---------- | ------------------------------- |
| 1  | «Резвый»      | ССЗ «Янтарь» (Калининград) | 159    | 10.12.1973 | 30.05.1975 | 30.12.1975 | СФ   | 03.05.2001 |                                 |
| 2  | «Резкий»      | ССЗ «Янтарь»               | 160    | 28.07.1974 | 17.02.1976 | 30.09.1976 | ТОФ  | 04.08.1995 |                                 |
| 3  | «Разительный» | ССЗ «Янтарь»               | 161    | 11.02.1975 | 01.07.1976 | 31.12.1976 | ЧФ   | 30.11.2004 | «Севастополь» в ВМС Украины     |
| 4  | «Грозящий»    | ССЗ «Янтарь»               | 162    | 04.05.1975 | 07.02.1977 | 30.09.1977 | ТОФ  | 13.02.1995 |                                 |
| 5  | «Неукротимый» | ССЗ «Янтарь»               | 163    | 22.01.1976 | 07.09.1977 | 30.12.1977 | БФ   | 01.07.2009 | Затонул 5.11.2012, утилизирован |
| 6  | «Громкий»     | ССЗ «Янтарь»               | 164    | 23.06.1976 | 11.04.1978 | 30.09.1978 | СФ   | 16.03.1998 |                                 |
| 7  | «Бессменный»  | ССЗ «Янтарь»               | 165    | 11.01.1977 | 09.08.1978 | 26.12.1978 | СФ   | 16.03.1998 |                                 |
| 8  | «Горделивый»  | ССЗ «Янтарь»               | 166    | 26.07.1977 | 03.05.1979 | 20.09.1979 | ТОФ  | 05.06.1994 |                                 |
| 9  | «Рьяный»      | ССЗ «Янтарь»               | 167    | 01.03.1978 | 01.09.1979 | 31.12.1979 | ТОФ  | 17.07.1997 |                                 |
| 10 | «Ревностный»  | ССЗ «Янтарь»               | 168    | 27.06.1979 | 23.04.1980 | 27.12.1980 | ТОФ  | 24.07.2003 |                                 |
| 11 | «Пытливый»    | ССЗ «Янтарь»               | 169    | 27.06.1979 | 16.04.1981 | 30.11.1981 | ЧФ   |            | В строю                         |

### Представители проекта 11351 «Нерей»
Построено 8 кораблей
| № | Наименование                 | б/н  | Изготовитель        | Зав. № | Заложен    | Спущен     | В строю    | Флот           | Списан     | Прим.                                 |
| - | ---------------------------- | ---- | ------------------- | ------ | ---------- | ---------- | ---------- | -------------- | ---------- | ------------------------------------- |
| 1 | «Менжинский»                 | 130  | ССЗ «Залив» (Керчь) | 201    | 14.08.1981 | 31.12.1982 | 29.12.1983 | БОХР ПС ФСБ РФ | 30.09.1998 |                                       |
| 2 | «Дзержинский»                | 158  | ССЗ «Залив»         | 202    | 20.01.1983 | 02.03.1984 | 29.12.1984 | БОХР ПС ФСБ РФ | 14.04.2023 |                                       |
| 3 | «Орёл»                       | 156  | ССЗ «Залив»         | 203    | 26.09.1983 | 02.11.1985 | 01.11.1986 | БОХР ПС ФСБ РФ | 14.04.2023 | До 17.01.1992 «Им. XXVII съезда КПСС» |
| 4 | «Псков»                      | 100  | ССЗ «Залив»         | 204    | 26.12.1985 | 18.02.1987 | 29.12.1987 | БОХР ПС ФСБ РФ | 23.03.2002 | До 17.01.1992 «Им. 70-летия ВЧК-КГБ»  |
| 5 | «Имени 70-летия Погранвойск» | 148  | ССЗ «Залив»         | 205    | 02.04.1987 | 28.03.1988 | 30.12.1988 | БОХР ПС ФСБ РФ | 23.03.2002 |                                       |
| 6 | «Кедров»                     | 110  | ССЗ «Залив»         | 206    | 04.04.1988 | 30.04.1989 | 28.12.1989 | БОХР ПС ФСБ РФ | 23.03.2002 |                                       |
| 7 | «Воровский»                  | 160  | ССЗ «Залив»         | 207    | 15.05.1989 | 28.07.1990 | 29.12.1990 | БОХР ПС ФСБ РФ | 19.09.2017 |                                       |
| 8 | «Гетман Сагайдачный»         | U130 | ССЗ «Залив»         | 208    | 05.10.1990 | 29.03.1992 | 02.04.1993 | ВМС Украины    |            | Флагман ВМСУ. Затоплен 03.03.2022     |
| 9 | «Красный вымпел»             |      | ССЗ «Залив»         | 209    | 27.12.1992 | —          | —          | —              |            | Разобран в 1995 году                  |

### Представители проекта 11356 типа «Тальвар»
| № | Наименование  | б/н | Изготовитель                       | Зав. № | Заложен    | Спущен     | В строю                        | Флот      | Статус  | Прим.               |
| - | ------------- | --- | ---------------------------------- | ------ | ---------- | ---------- | ------------------------------ | --------- | ------- | ------------------- |
| 1 | INS «Talwar»  | F40 | Балтийский завод (Санкт-Петербург) | 301    | 10.03.1999 | 12.05.2000 | 03.2002(РФ), 18.06.2003(Индия) | ВМС Индии | В строю | «Дозорный» в ВМФ РФ |
| 2 | INS «Trishul» | F43 | Балтийский завод                   | 302    | 24.09.1999 | 24.10.2000 | 08.2002(РФ), 25.06.2003(Индия) | ВМС Индии | В строю | «Ударный» в ВМФ РФ  |
| 3 | INS «Tabar»   | F44 | Балтийский завод                   | 303    | 26.05.2000 | 25.05.2001 | 01.2004(РФ), 19.04.2004(Индия) | ВМС Индии | В строю | СКР-23 в ВМФ РФ     |
| 4 | INS «Teg»     | F45 | ССЗ «Янтарь» (Калининград)         | 01354  | 28.07.2007 | 27.10.2009 | 02.2004(РФ), 27.04.2012(Индия) | ВМС Индии | В строю |                     |
| 5 | INS «Tarkash» | F46 | ССЗ «Янтарь»                       | 01355  | 27.11.2007 | 23.06.2010 | 10.2012(РФ), 09.11.2012(Индия) | ВМС Индии | В строю |                     |
| 6 | INS «Trikand» | F50 | ССЗ «Янтарь»                       | 01356  | 12.06.2008 | 25.05.2011 | 04.2013(РФ), 29.06.2013(Индия) | ВМС Индии | В строю |                     |

### Представители проекта 11356Р «Буревестник»
Планируется строительство шести единиц.
| № | Наименование         | б/н | Изготовитель               | Зав. №       | Заложен                | Спущен                 | В строю    | Флот      | Состояние     |
| - | -------------------- | --- | -------------------------- | ------------ | ---------------------- | ---------------------- | ---------- | --------- | ------------- |
| 1 | «Адмирал Григорович» | 494 | ССЗ «Янтарь» (Калининград) | 01357        | 18.12.2010             | 14.03.2014             | 11.03.2016 | ЧФ        | В строю       |
| 2 | «Адмирал Эссен»      | 490 | ССЗ «Янтарь»               | 01358        | 08.07.2011             | 07.11.2014             | 07.06.2016 | ЧФ        | В строю       |
| 3 | «Адмирал Макаров»    | 499 | ССЗ «Янтарь»               | 01359        | 29.02.2012             | 02.09.2015             | 27.12.2017 | ЧФ        | В строю       |
| 4 | INS «Tushil»         | F70 | ССЗ «Янтарь»               | 01360/ 01457 | 12.07.2013/ 14.08.2019 | 02.03.2016/ 28.10.2021 | 09.12.2024 | ВМС Индии | В строю       |
| 5 | INS «Tamal»          | F71 | ССЗ «Янтарь»               | 01361/ 01458 | 15.11.2013/ 14.08.2019 | 11.2017/ 2024          | 01.07.2025 | ВМС Индии | В строю       |
| 6 | «Адмирал Корнилов»   |     | ССЗ «Янтарь»               | 01362        | 12.2013                | 11.2017                |            |           | В консервации |

## Оценка проекта 1135 «Буревестник»
Сторожевые корабли проекта 1135 в ВМФ СССР были далеко не самыми удачными, но тем не менее стали основными противолодочными кораблями флотов и основными надводными кораблями боевой службы. Эти корабли сочетали в себе удовлетворительную мореходность и автономность плавания, и не самый высокий уровень условий обитаемости экипажем, неплохое противолодочное вооружение и приемлемую для своего класса противовоздушную оборону. При этом они имели ряд серьёзных недостатков, основными из которых являлись: отсутствие корабельного вертолёта постоянного базирования, отсутствие малой зенитной артиллерии для самообороны от крылатых ракет, малая дальность стрельбы по надводным целям ракетами 85РУ, отсутствие ЗРК средней дальности.
По сравнению с зарубежными аналогами своего времени сторожевые корабли проекта 1135 не заняли особого места в истории, проигрывая по характеристикам фрегатам ВМС США типа «Нокс» и «Оливер Хазард Перри». Тем не менее, отдельные корабли данного проекта до сих пор остаются в составе флота, а последние модификации, фрегаты 11356Р исправили ряд недостатков этого проекта для ВМФ СССР и России, и заложили базу для создания многоцелевых фрегатов проекта 22350.